# ニュージーランドの議会
ニュージーランド議会（ニュージーランドぎかい、英語: New Zealand Parliament）は、ニュージーランドの立法府である。

## 概要
一院制で、イギリス国王、代議院で構成されている。国王の代理は、通常ニュージーランドの総督が務める。
代議院は、現在120人で構成され、任期は3年。小選挙区比例代表併用制で定期的に行われる総選挙がある。
議場は、ウェリントンの国会議事堂にある。ウェストミンスター・システムを採用している。

## 歴史
1852年に制定されたニュージーランド憲法に基づき、1854年にオークランドの総会議事堂で第1回開会式が開かれた。この時に上院に相当する立法評議会も開設された。1867年にはマオリ族の参政権も認められていた。
20世紀になると立法評議会の機能は衰退し、代議院からの法案が容認されていった。その結果、立法評議会が1951年に廃止された。
2017年には当時の代議院議長であったトレバー・マラードが議員の子連れ出勤を許可し、様々な議員から反響を受けている。

## 構成
ニュージーランド国王（イギリス国王）は議会の一要素である。国王の国事行為はニュージーランド総督に委任され、総督はニュージーランド首相の助言に基づいて、国王が任命する。他のさまざまな役割は、憲法及び法律により総督に委譲される。しかし、慣習により、首相及びその他の大臣の助言がなければ、総督はこれらの権力を通常行使しない。

### 旧立法評議会議場
立法評議会は下院で可決された法案を精査し、修正することを目的としていたが、目的を果たすことは1951年の廃止までなかった。旧立法評議会のモデルは貴族院であり、代議院と共に国会議事堂に併設されている。
なお、総督による国王演説や一部の特別委員会の会議、連邦議会協会などの公式行事は旧立法評議会議場で行われている。総督による演説が行われる際は黒杖官が代議院議員を旧立法評議会議場に呼びかける。

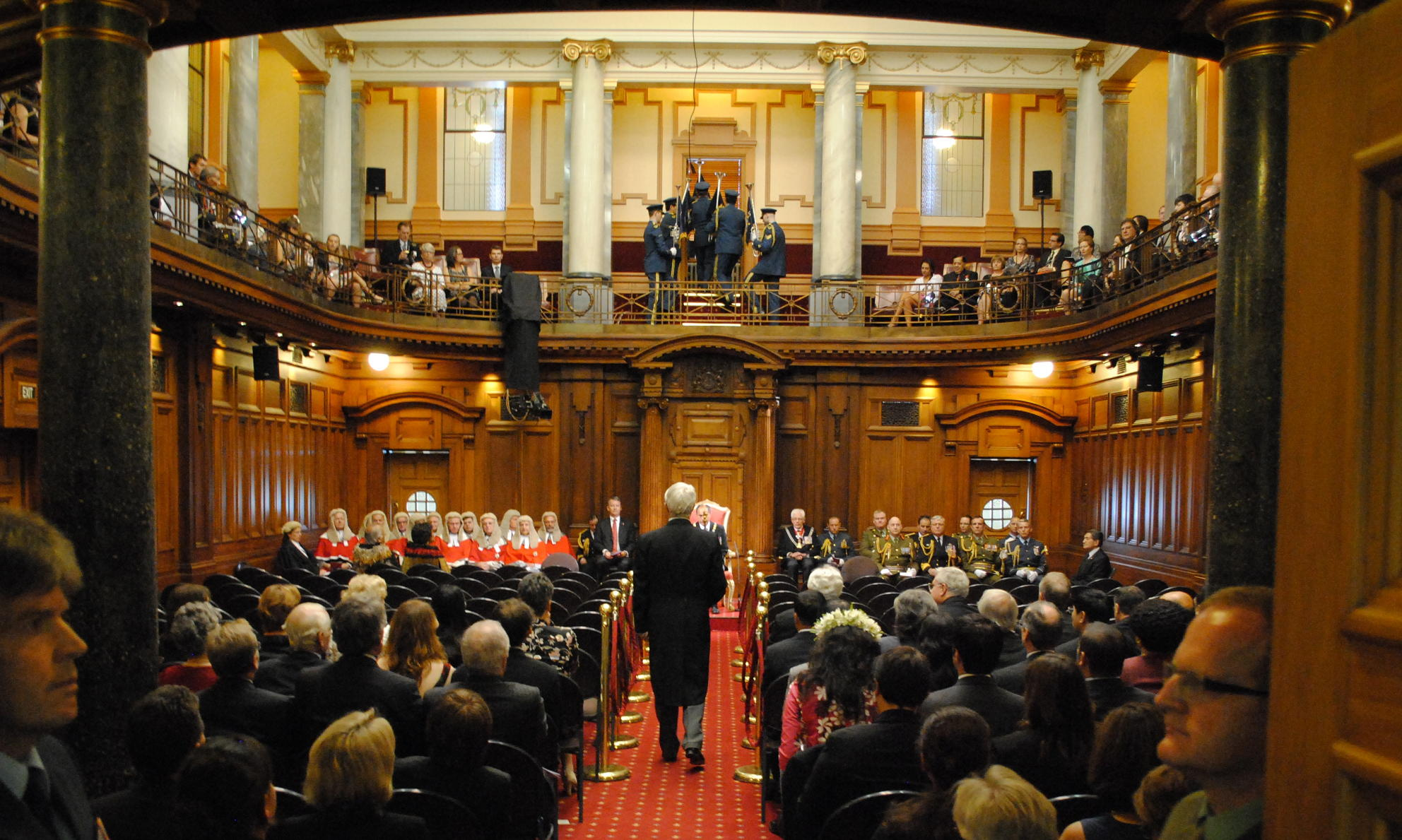
現在の旧立法評議会議場
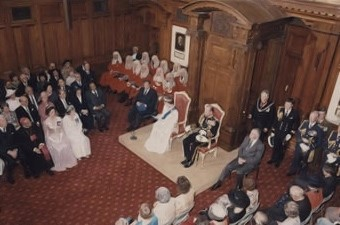
1986年の旧立法評議会議場で開催されたニュージーランド開会式に出席するエリザベス2世とフィリップ王配